# Calosphenisca quinquemaculata
Calosphenisca quinquemaculata är en tvåvingeart som beskrevs av Tokuichi Shiraki 1933. Calosphenisca quinquemaculata ingår i släktet Calosphenisca och familjen borrflugor.
Artens utbredningsområde är Taiwan. Inga underarter finns listade.